# Montpon-Ménestérol
Montpon-Ménestérol is een gemeente in het Franse departement Dordogne (regio Nouvelle-Aquitaine). De gemeente telde 5.845 inwoners op 1 januari 2022. De plaats maakt deel uit van het arrondissement Périgueux.
De gemeente is in 1965 ontstaan door de fusie van de gemeenten Montpon-sur-l'Isle en Ménestérol-Montignac.

## Geschiedenis
Montpon werd voor het eerst genoemd in 1170. Het stadje had een kasteel en een stadsmuur maar het had aanvankelijk geen parochiekerk. Er was enkel een kapel die afhing van de parochie van Ménestérol aan de overzijde van de Isle. In 1330 werd buiten Montpon aan de Isle de chartreuse van Vauclaire opgericht. De kartuizers hadden wijngaarden en een watermolen.
In de 19e eeuw ontwikkelde Montpon-sur-l'Isle zich met de komst van de spoorweg, enkele fabrieken en een slachthuis. In 1835 werd een eerste brug over de Isle in gebruik genomen; ervoor werd gebruik gemaakt van ponten. De brug werd verbreed in 1885 en in 1975 werd een tweede brug geopend.

## Geografie
De oppervlakte van Montpon-Ménestérol bedroeg op 1 januari 2022 46,34 vierkante kilometer; de bevolkingsdichtheid was toen 126,1 inwoners per km².
De gemeente ligt in het westen van het departement, in de Périgord Blanc. De Isle stroomt door de gemeente. Het noorden van de gemeente ligt in het bos Forêt de la Double.
De onderstaande kaart toont de ligging van Montpon-Ménestérol met de belangrijkste infrastructuur en aangrenzende gemeenten.

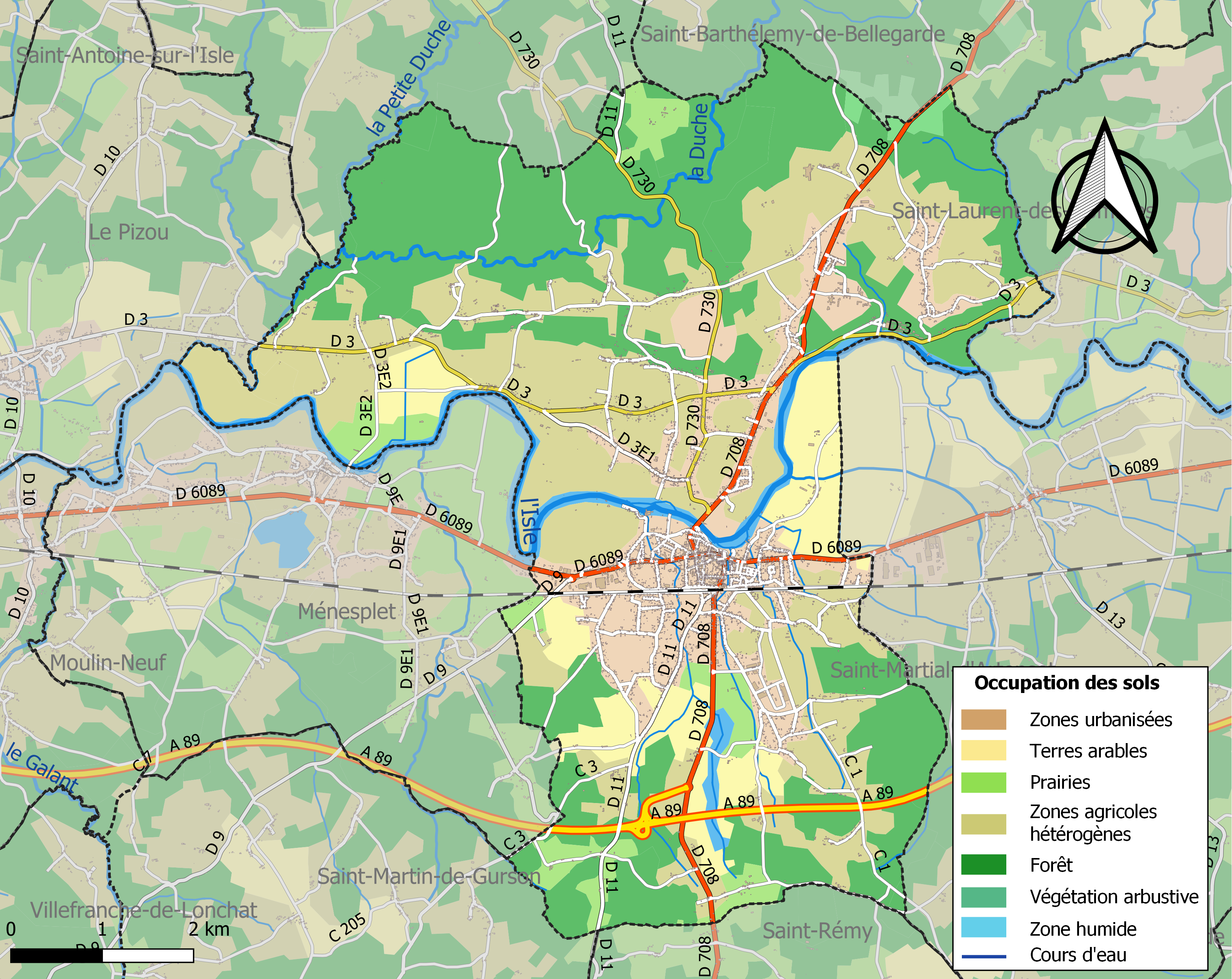

## Verkeer
In de gemeente ligt het spoorwegstation Montpon-Ménestérol.

## Demografie
Onderstaande figuur toont het verloop van het inwonertal (bron: INSEE-tellingen).

## Afbeeldingen

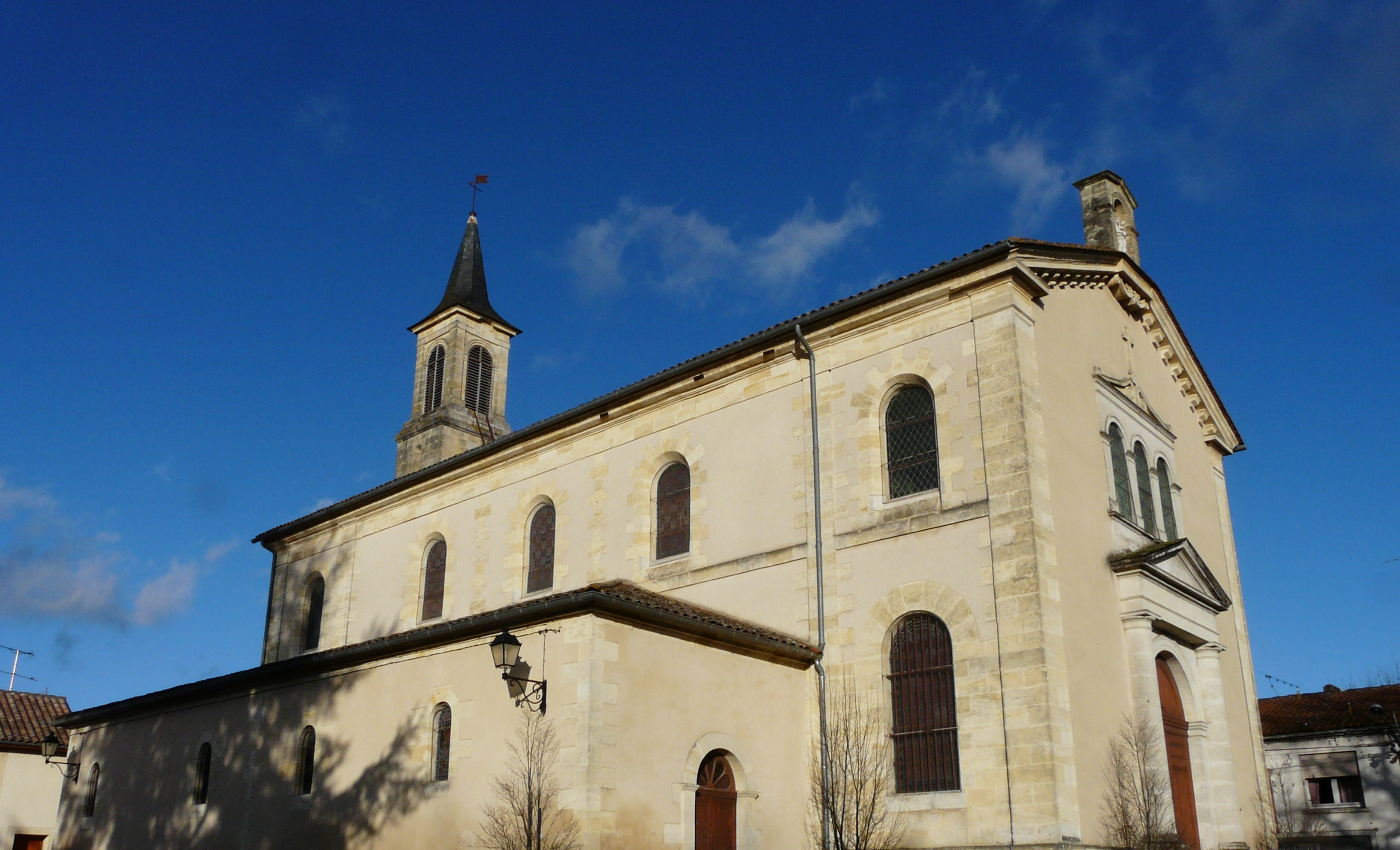
Kerk Notre-Dame de l'Assomption van Montpon
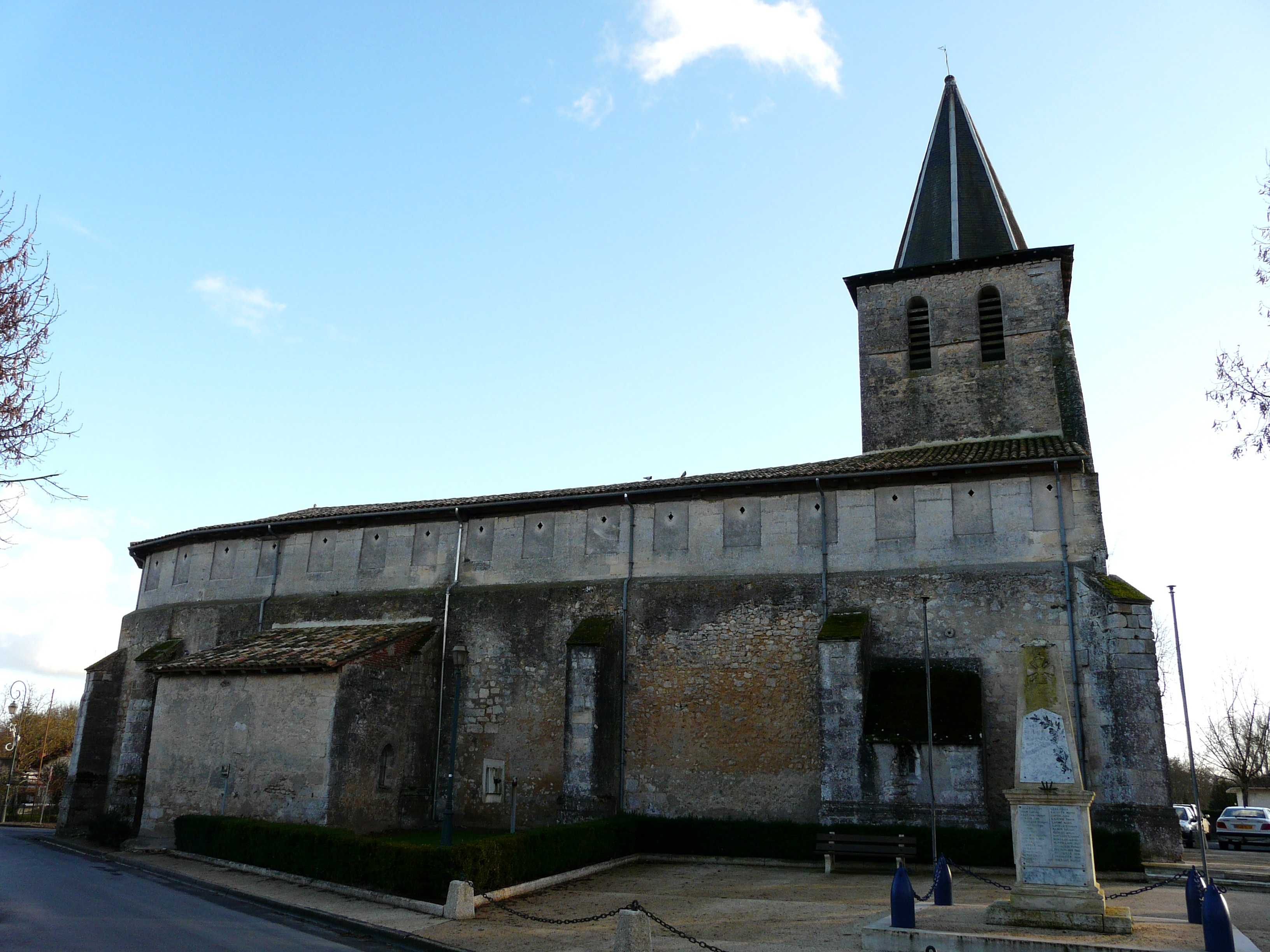
Kerk Saint-Pierre-ès-Liens van Ménestérol
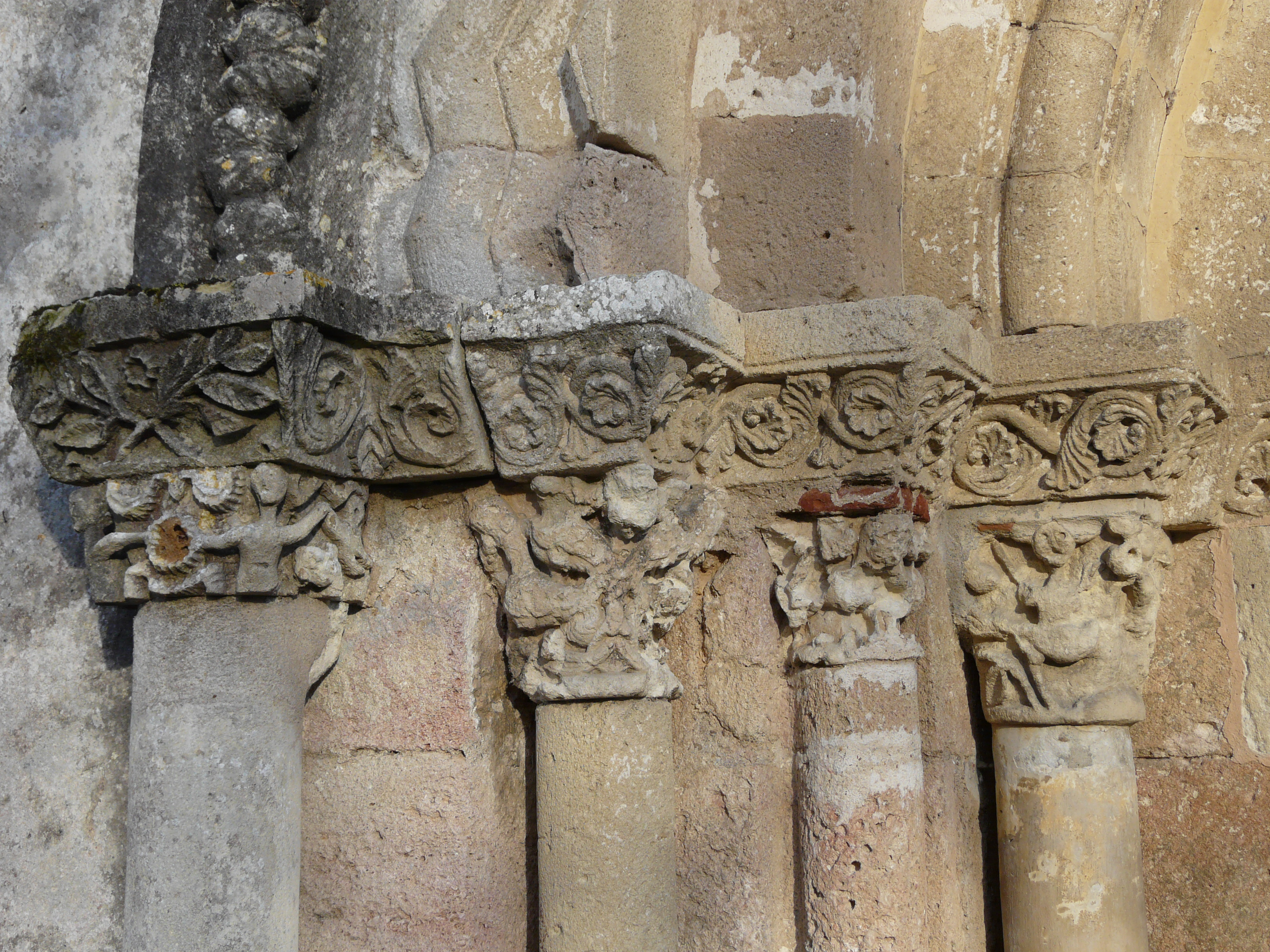
Kerk (detail)
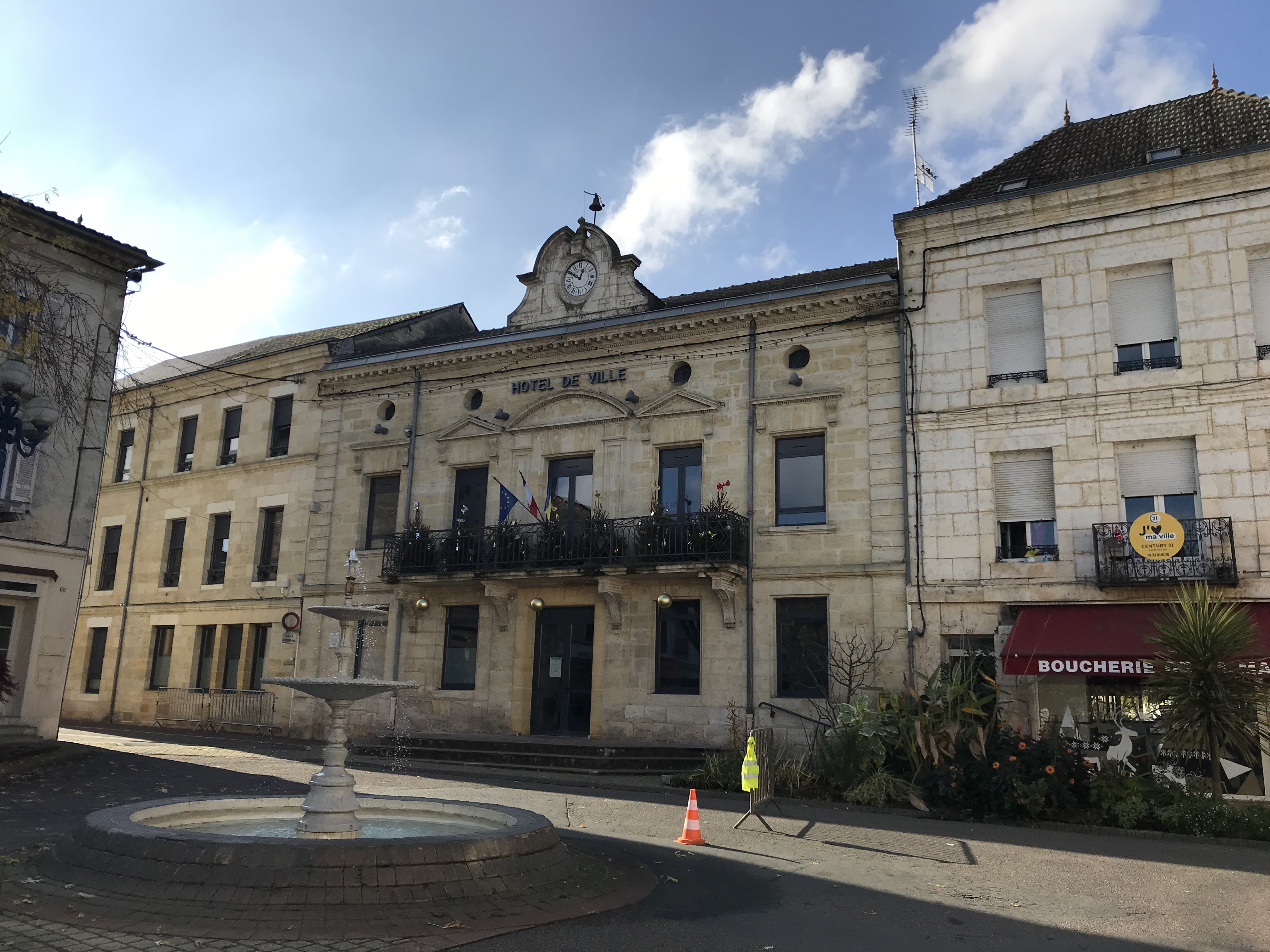
Gemeentehuis
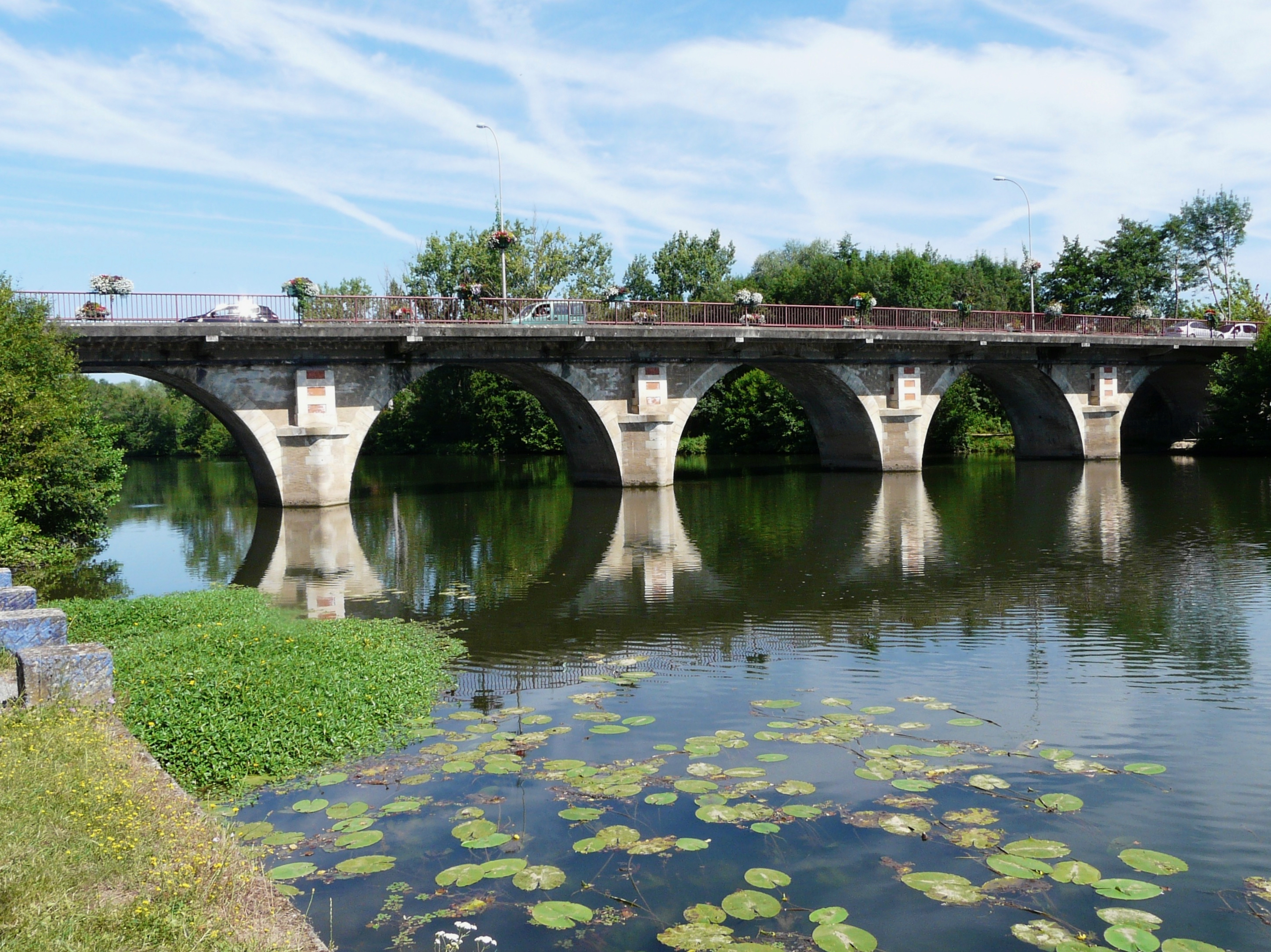
Brug over de Isle
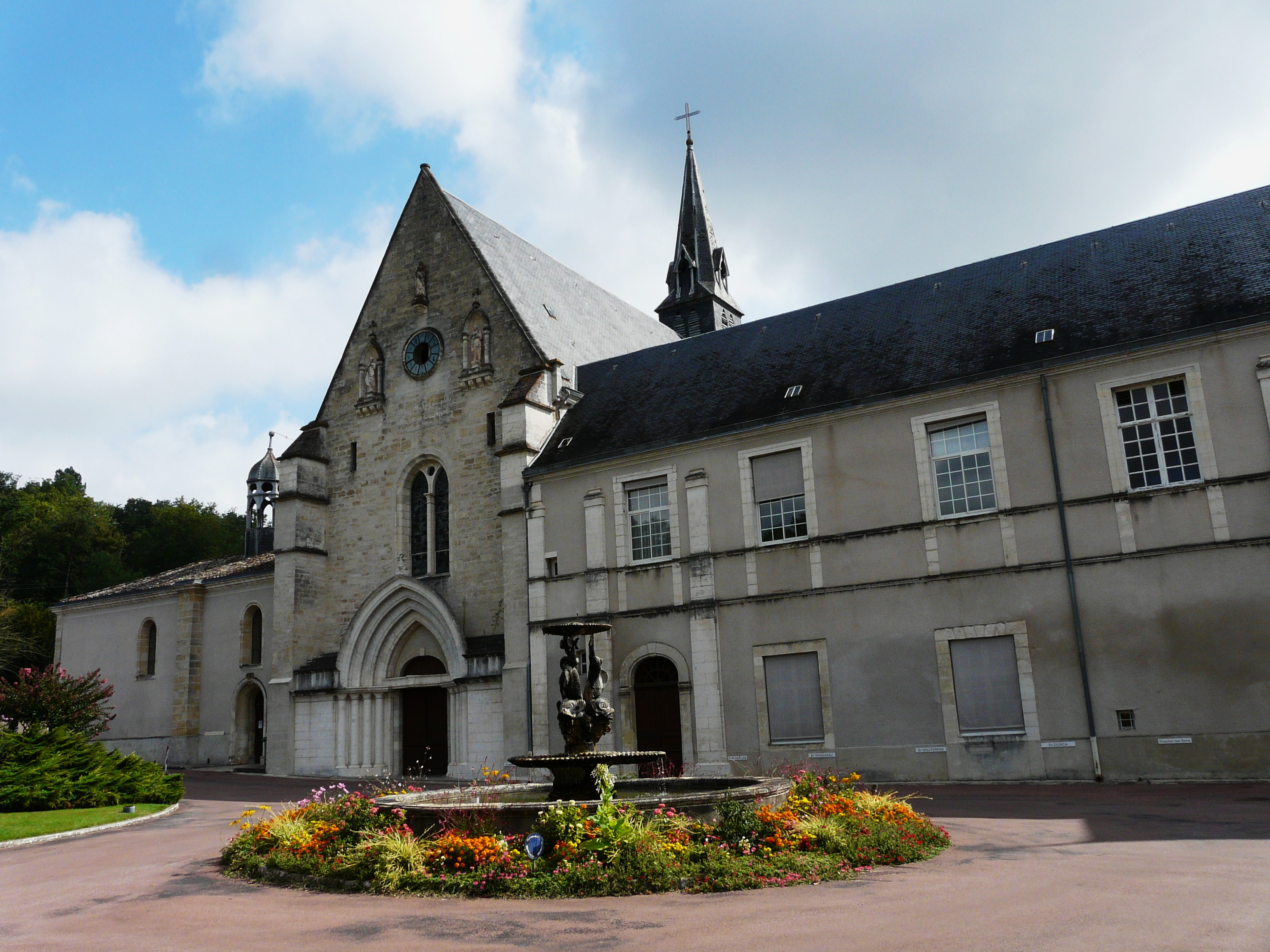
Chartreuse de Vauclaire

## Verkeer en vervoer

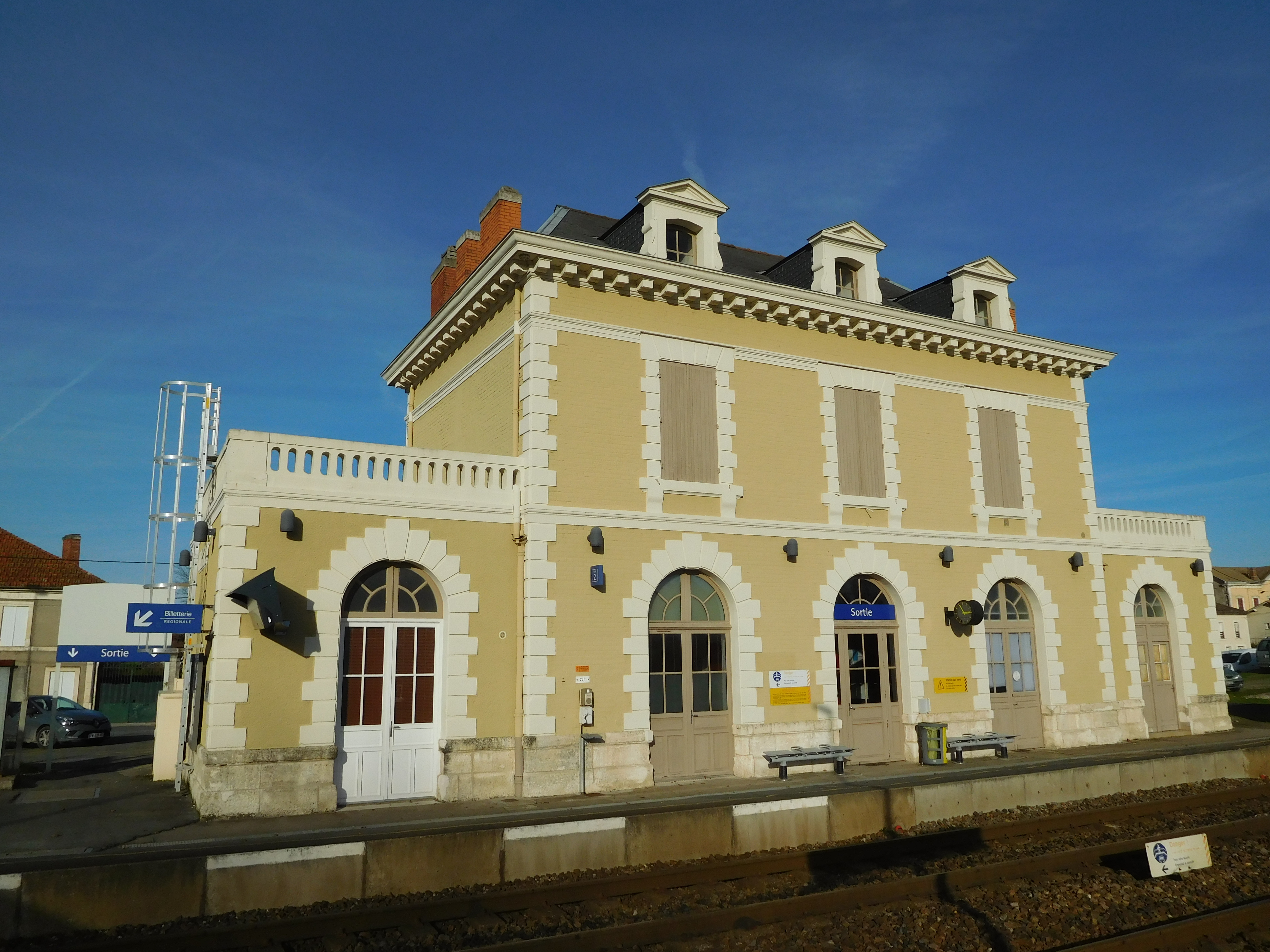
Station Montpon-Ménestérol

Het station ligt op de spoorlijn Bordeaux-Clermont-Lyon.
De autoweg RD 6089 (tot 2006 RN 89) loopt door het centrum van de gemeente en de autosnelweg A89 tussen Bordeaux en Lyon loopt ten zuiden van het centrum.